# Löwengrube (serie televisiva)
Löwengrube è una serie televisiva austro-tedesca ideata da Willy Purucker, prodotta dal 1989 al 1992 da  Tellux Filmgesellschaft Bernd Grote, Bayerischer Rundfunk e ORF e basata sulla serie radiofonica Die Grandauers und ihre Zeit (1979-1985). Tra gli interpreti principali, figurano Jörg Hube, Alexander Duda, Sarah White, Christine Neubauer, Franziska Stömmer, Werner Rom, Michael Lerchenberg, Gisela Freudenberg, ecc.
La serie si compone di 3 stagioni, per un totale di 32 episodi, della durata 50 minuti ciascuno. In Germania, la serie è stata trasmessa in prima visione dall'emittente ARD 1 (Das Erste): il primo episodio, intitolato Charivari, venne trasmesso in prima visione il 14 novembre 1989.

## Trama
La serie narra le vicende di tre generazioni di una famiglia piccolo-borghese di Monaco di Baviera, i Grandauer in un arco di tempo di oltre mezzo secolo, dal 1897 al 1954.
Le vicende hanno inizio nel 1897 in un paesino tra Monaco e Bad Tölz  con il matrimonio tra Ludwig Grandauer, funzionario di polizia, e Agnes.  Poco dopo, la coppia si trasferisce assieme ai figli Karl, Luise e Adolf, detto "Adi", a Haidhausen, una frazione di Monaco, dove diventa il nuovo direttore del distretto di polizia, soprannominato "Löwengrube".
In seguito, Karl viene inviato al fronte. Durante la guerra, muoiono in poco tempo i genitori (la madre, stroncata dalla tubercolosi, e il padre di crepacuore per il dolore provocatogli dalla perdita della moglie), mentre la sorella Luise si sposa.

## Personaggi e interpreti
- Ludwig Grandauer, interpretato da Jörg Hube[1][2]
- Agnes Grandauer, interpretata da Sarah White: è la moglie di Ludwig[1][2]
- Karl Grandauer, interpretato da Jörg Hube: è figlio di Ludwig e Agnes[1][2]
- Luise Grandauer-Kreitmeier, interpretata da Sarah White: è figlia di Ludwig e Agnes[1][2]
- Adolf "Adi" Grandauer, interpretato da Alexander Duda: è figlio di Ludwig e Agnes[1][2]

## Episodi
| Stagione         | Puntate | Prima TV Germania | Prima TV Italia |
| ---------------- | ------- | ----------------- | --------------- |
| Prima stagione   | 13      | 1989              | inedita         |
| Seconda stagione | 13      | 1991              | inedita         |
| Terza stagione   | 6       | 1992              | inedita         |